# Knud Clauson Kaas
Knud Clauson Kaas, född 1894, död 1977, var en dansk globetrotter, författare, militär och sportflygare. Han var son till Ryttmästaren Gustav-Adolph Clauson Kaas.